# XHSIAE-FM
Radio Tosepan Limakxtum (en maseual: Unidos / Nuestro universo) es una estación de radio comunitaria que transmite en 91.3 MHz en FM con 1 kW de potencia desde Cuetzalan, Puebla, México. Es operada por la Unión de Cooperativas Tosepan, una agrupación de 85 autoridades indígenas nawat y totonakú de la Sierra Nororiental y Norte de Puebla y el norte del estado de Veracruz.

## Historia
Radio Tosepan Limakxtum es un proyecto nacido en 2012 como parte de la Unión de Cooperativas Tosepan, una agrupación de asambleas y consejos indígenas de la Sierra Nororiental y Norte de Puebla y el norte del estado de Veracruz nacida en 1971. Es la organización independiente indígena más antigua de México agrupando a 35 000 familias en 430 comunidades o cooperativas locales afiliadas a la Sociedad Cooperativa Tosepan Titaniske.
La base de Radio Tosepan Limakxtum fue XECTZ La Voz de la Sierra Norte, la radio del Instituto Nacional Indigenista establecida en Cuetzalan a principios de los años noventa, misma de la que la Unión de Cooperativas Tosepan formó parte de su consejo consultivo y participó en algunas producciones y contenidos radiofónicos.
Tras la reconversión del INI en Comisión Nacional para el Desarrollo de los Pueblos Indígenas en 2003, la Unión de Cooperativas Tosepan abandonó el proyecto debido a diferencias políticas con la dirección de la radio. Para 2007 la unión decidió comenzar un proyecto radiofónico propio, derivado de la experiencia adquirida en la producción de dos programas en náhuatl que grababan para XECTZ La Voz de la Sierra Norte. 
En 2011 fue fundada la Asociación Civil Radio Tosepan, misma que estableció dos cabinas en el Tosepantomin, edificio central de dirección de la Unión de Cooperativas Tosepan en la ciudad de Cuetzalan. Para este proyecto contó con el apoyo de otras radios comunitarias como Radio Teocelo, la red de comunicadores Boca de Polen, Palabra Radio y Ojo de Agua Comunicación de Oaxaca. Su primera transmisión fue el 2 de septiembre de 2012.
Luego de la reforma en telecomunicaciones de México de 2013, el 17 de noviembre de 2015 Asociación Civil Radio Tosepan presentó una solicitud de concesión de radio indígena al Instituto Federal de Telecomunicaciones, misma que le fue concedida el 5 de noviembre de 2018 bajo la figura de «Concesión única para uso social indígena».
En enero de 2023 Radio Tosepan rechazó formalmente la exigencia del Instituto Nacional Electoral (INE) de transmitir cápsulas radiofónicas electorales. Históricamente, la Unión de Cooperativas Tosepan mantiene un modelo alternativo electoral ancestral al interior de sus comunidades sustentado en el derecho a la autonomía, la autodeterminación y las costumbres indígenas. En la petición la radiodifusora comunitaria no rechazó transmitir información relacionada con las elecciones y las funciones del INE sino contenido relacionado con partidos políticos «donde existe división, discriminación, no abona a la vida comunitaria dentro del territorio, generan violencia y nos dividen», afirmaron.
El Consejo General del INE rechazó la postura de Radio Tosepan el 27 de febrero de 2023, resolución que fue confirmada por el Tribunal Electoral del Poder Judicial de la Federación el 5 de julio de 2023.